# Phlepsanus denudatus
Phlepsanus denudatus är en insektsart som beskrevs av Ball 1901. Phlepsanus denudatus ingår i släktet Phlepsanus och familjen dvärgstritar. Utöver nominatformen finns också underarten P. d. carpolus.